# Friedrich Paul Nerly
Friedrich Paul Nerly o Federico Paolo Nerly (Venecia, 24 de octubre de 1842-Lucerna, 15 de mayo de 1919) fue un pintor italiano especializado en la pintura de paisajes.

## Biografía

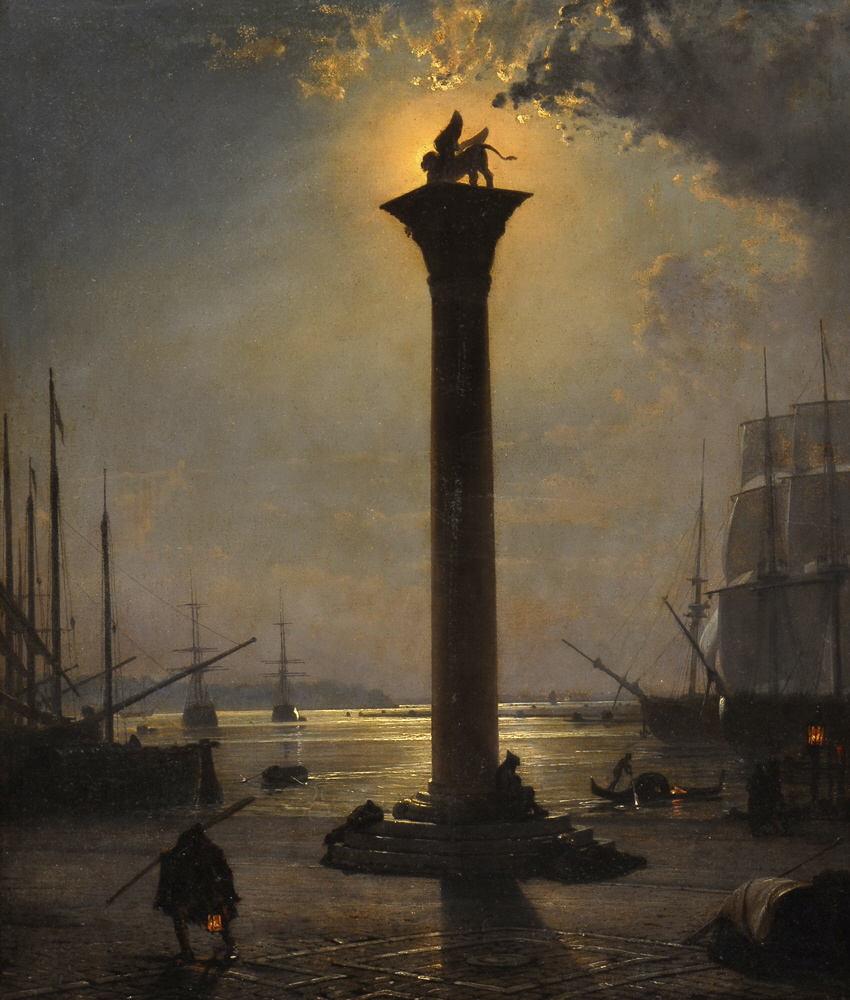
La Piazetta de San Marco a la luz de la luna.

Nacido en Venecia, su familia era de origen prusiano. Completó sus primeros estudios con su padre, Friedrich von Nerly, un paisajista reconocido. Posteriormente se inscribió en la Academia de Bellas Artes de Venecia, estudiando con los profesores Eugene de Blaas, Federico Moja y  Pompeo Mariano Molmenti. De 1862 a 1865 y en 1866, sirvió en las fuerzas armadas. Visitó las principales ciudades artísticas de Alemania: Düsseldorf, Weimar, Munich y Dresde. En 1868 viajó por Francia, Austria, Dalmacia, Montenegro, Roma, Nápoles y Sicilia.
Nerly se trasladó a Nápoles y Sicilia para desarrollar su carrera artística. Cosechó cierto éxito y tuvo entre sus clientes a importantes personalidades e instituciones públicas. Algunas de sus obras son Pescando en el Golfo de Siracusa (adquirida por el emperador de Alemania); I bragozzi dell' Adriatico (comprada por el Museo Cívico de Danzig); Palermo, veduta (comprada por la Duquesa de Génova); Litoral véneto (comprada por el Museo cívico Revoltella de Trieste); La laguna de Venecia (propiedad del Duque de Coburg), e Isla de Capri, parte meridional (vendida a la baronesa de Friedlander en Berlín).
Otras pinturas destacadas son Il salto di Tiberio veduto dal mure; Isola di Capri, exhibida en Roma en 1883; La spiaggia di Massa; mar tempestuoso en el Golfo de Salerno, expuesta en Venecia en 1887 y en Bolonia en 1888; Burrasca; Marina di Napoli; y Sulla spiaggia.
Sus pinturas, generalmente vistas urbanas, se inscriben plenamente en el paisajismo romántico, recreándose en efectos de luz o perspecitvas inusuales y de efecto dramático.